# Les Amours tragiques de Pyrame et Thisbé
Les Amours tragiques de Pyrame et Thisbé est une tragédie en cinq actes de Théophile de Viau, écrite probablement en 1621 et représentée pour la première fois en 1623, qui tient de la tragédie, de la tragi-comédie et même de la pastorale. Toutefois, d'après les frères Parfaict, elle aurait été représentée en 1617 à l'Hôtel de Bourgogne.
C’est une pièce assez courte, de 1 234 vers, en 5 actes et 12 scènes (là où celles de Corneille et Racine en comprennent en moyenne 30), où 8 des 12 personnages n’apparaissent qu’une seule fois. Théophile de Viau y manifeste un refus des règles classiques, en particulier celles de l'unité d'action et des bienséances, puisque les lieux de l'action sont multiples et qu'il représente la mort des amants sur scène.

## Personnages
- Thisbé.
- Pyrame.
- Bersiane, nourrice de Thisbé.
- Narbal, père de Pyrame.
- Lidias, conseiller de Narbal.
- Le Roi.
- Syllar, agent du Roi.
- Disarque, ami de Pyrame.
- Deuxis, homme de main.
- La mère de Thisbé et sa confidente.
- Le Messager.

## Résumé de la pièce
- Acte I - Thisbé aime Pyrame, mais la haine de leurs familles empêche leur amour de paraître au jour. Sa nourrice Bersiane tente de la raisonner. Le père de Pyrame, Narbal, juge que cet amour est une folie, mais son conseiller Lidias tente de lui faire comprendre que c'est un amour de jeunesse et donc inconditionnel. Pendant ce temps, le Roi confie à Syllar qu'il est prêt à faire assassiner Pyrame pour obtenir l'amour de Thisbé dont il est épris en vain.

- Acte II - Pyrame assure la pureté de son amour à son ami Disarque, puis il rejoint Thisbé pour s'entretenir avec elle de part et d'autre du mur mitoyen de leurs maisons.

- Acte III - Syllar convainc Deuxis d'obéir au Roi et d'assassiner Pyrame. Celui-ci blesse Deuxis à mort, qui, mourant et repentant, met en garde son meurtrier contre le Roi. Pyrame se décide alors à la fuite. Le Roi apprend l'échec de l'assassinat et se résout à tuer Thisbé avec son amant s'il ne peut l'avoir.

- Acte IV - Pyrame et Thisbé conviennent de fuir ensemble. Pendant ce temps, la mère de Thisbé raconte à sa confidente les mauvais présages d'un songe qu'elle a fait où elle voyait sa fille morte lui reprocher son sort, et convient de ne plus s'opposer au bonheur de Thisbé. Celle-ci arrive seule au lieu du rendez-vous. Elle aperçoit un lion et court se cacher, en faisant tomber son voile.

- Acte V - Pyrame arrive et, apercevant le voile au milieu des traces du lion, il croit que Thisbé est morte. Il se suicide avec sa dague. Thisbé revient et, constatant la mort de son amant, se poignarde à son tour et meurt sur son corps.

## Thèmes principaux
La pièce a deux thèmes principaux : d’une part la critique des figures de l’autorité abusive (les parents et le Roi), d’autre part l’impossibilité de l’amour qui s’achève dans la mort avant même d’être consommé.

## Inspirations de Théophile de Viau
Le thème est emprunté aux Métamorphoses d'Ovide (livre IV, v. 55-166).